# Stactobia balin
Stactobia balin är en nattsländeart som beskrevs av Schmid 1983. Stactobia balin ingår i släktet Stactobia och familjen smånattsländor. Inga underarter finns listade i Catalogue of Life.